# Joan Mir
Joan Mir Mayrata (Palma di Maiorca, 1º settembre 1997) è un pilota motociclistico spagnolo, campione del mondo della Moto3 nel 2017 e della MotoGP nel 2020.

## Carriera

### Gli inizi

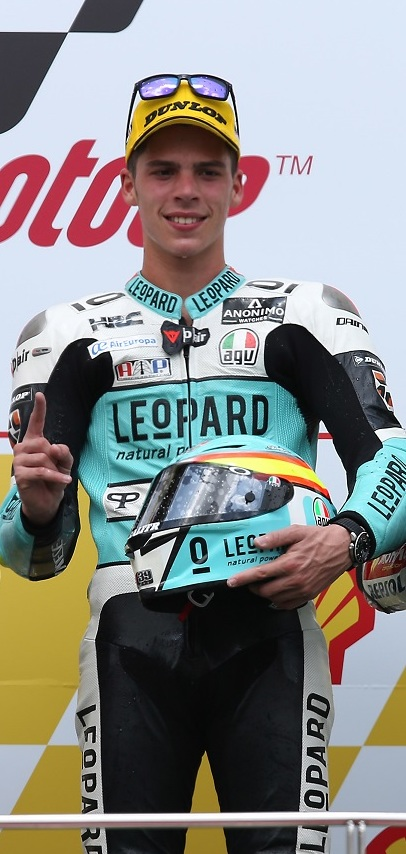
Joan Mir nel 2017.

Comincia a correre all'età di dieci anni con le minimoto. Fra il 2008 e il 2011 corre nelle Baleari, vincendo titoli fra minimoto, minimotard e Bankia Cup. Nel 2013 passa a correre nella Red Bull Rookies Cup, chiudendo nono in quell'anno, secondo nel 2014.
Nel 2015 corre nel FIM CEV Moto3, giungendo 4º a fine anno.

### Moto3 e Moto2
Debutta nella classe Moto3 nel motomondiale del 2015, correndo in Australia in sostituzione dell'infortunato Hiroki Ono sulla Honda NSF250R del team Leopard Racing. In questo team diventa pilota titolare nel 2016, questa volta alla guida di una KTM RC 250 GP, i compagni di squadra sono Fabio Quartararo e Andrea Locatelli; ottiene pole position e vittoria in Austria. Nel Gran Premio di San Marino giunge terzo. Ottiene un altro podio nella gara finale a Valencia e chiude la stagione al quinto posto con 144 punti all'attivo.
Nel 2017 rimane nello stesso team della stagione precedente guidando però una Honda NSF250R. Il compagno di squadra è Livio Loi. Inizia il mondiale con due vittorie nei GP del Qatar e d'Argentina. Il 22 ottobre 2017 sul circuito di Phillip Island centra la vittoria e si laurea Campione del mondo Moto3 con due gare di anticipo. Chiude la stagione con 341 punti.
Nel 2018 passa in Moto2, alla guida della Kalex del team Marc VDS Racing, con compagno di squadra Álex Márquez. Ottiene due secondi posti in Germania e Australia, due terzi posti (Francia e Italia) e conclude la stagione al 6º posto con 155 punti.

### Moto GP

#### Suzuki (2019-2022)

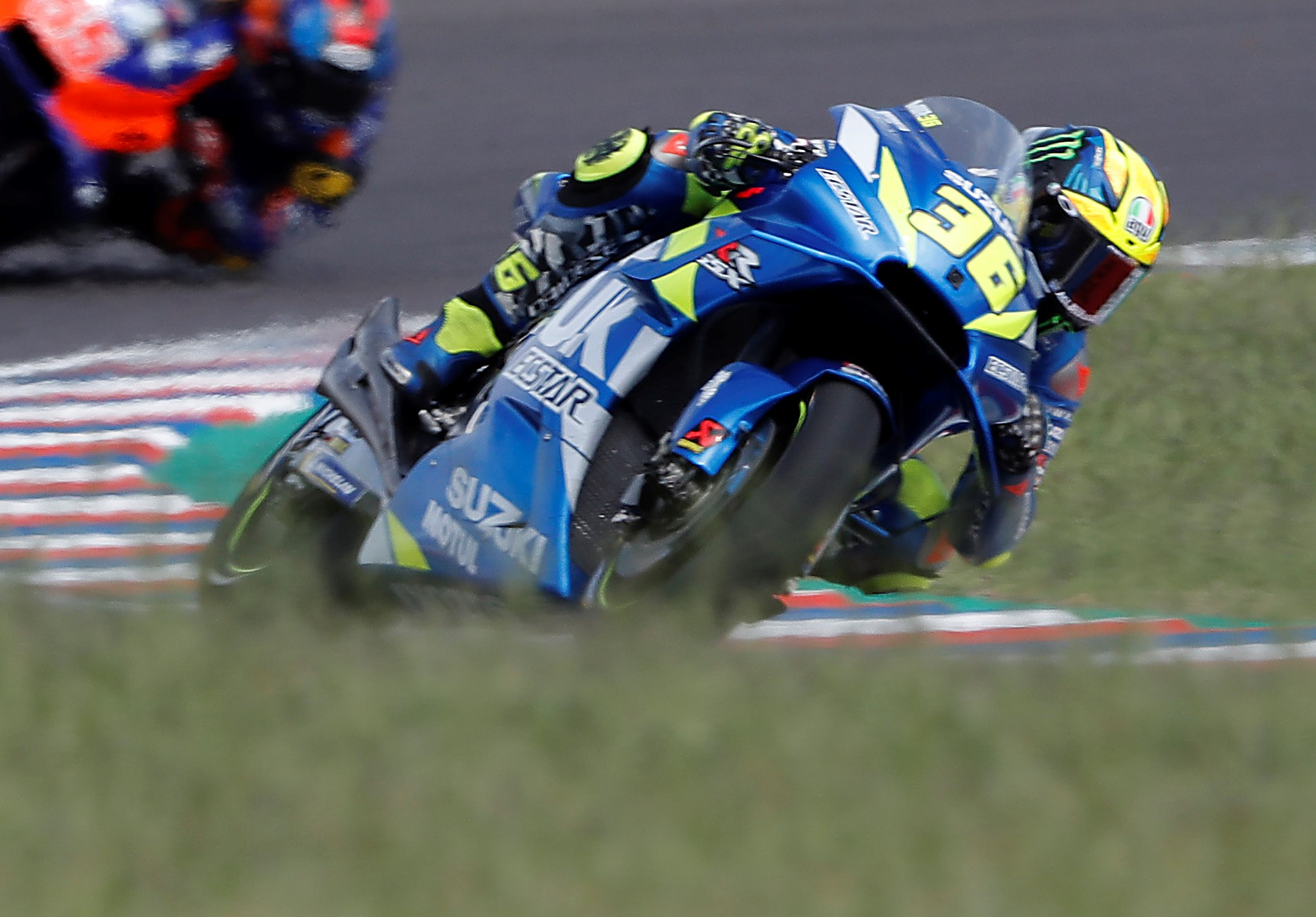
Mir durante il gran premio d'Argentina nel 2019.

Nel 2019 passa in MotoGP, ingaggiato dalla Suzuki; il compagno di squadra è Álex Rins. Ottiene come miglior risultato un quinto posto in Australia e termina la stagione al 12º posto con 92 punti. In questa stagione è costretto a saltare i Gran Premi d'Austria e Gran Bretagna a causa di una contusione polmonare rimediata in un precedente test sul circuito di Brno.
Nel 2020 continua con la Suzuki. Il 16 agosto in Austria ottiene il suo primo podio in MotoGP, concludendo la gara al secondo posto. Giunge terzo nel Gran Premio di San Marino, secondo in quello successivo e in Catalogna. Grazie alla terza piazza in Aragona, ottiene la leadership in classifica del campionato. A Teruel giunge terzo, e vince il Gran Premio d’Europa a Valencia, il primo in MotoGP. Nella seconda gara disputata a Valencia conquista la settima posizione, laureandosi campione del mondo di MotoGP al suo secondo anno nella massima categoria con 171 punti.
Nel 2021 rimane nello stesso team. Ottiene due secondi posti (Stiria e Algarve) e quattro terzi posti (Portogallo, Italia, Olanda e Aragona). Chiude la stagione al 3º posto con 208 punti. Nel 2022 è costretto a saltare quattro Gran Premi per infortunio venendo sostituito da Kazuki Watanabe e Danilo Petrucci, rientra per il Gran Premio d'Australia chiudendo la stagione al quindicesimo posto.

#### Honda (2023-presente)
Nell'agosto del 2022, Mir viene ingaggiato dal team Repsol Honda a partire dalla stagione 2023. Lo spagnolo firma un contratto per due anni e trova come compagno di squadra Marc Márquez. Il campionato con HRC si rivela al di sotto delle aspettative e caratterizzato da alcuni infortuni. Al Gran Premio dell'India, chiuso al quinto posto, ottiene il miglior risultato in gara e, con ventisei punti, chiude al ventiduesimo posto in classifica.
Nel giugno del 2024 rinnova con Honda per altre due stagioni. L'annata si chiude con il ventunesimo posto tra i piloti.

## Risultati nel motomondiale
| 2015 | Classe | Moto  |  |  |  |  |  |  |  |  |  |  |  |  |  |  |  |     |  |  |  |  |  |  | Punti | Pos. |
| ---- | ------ | ----- |  |  |  |  |  |  |  |  |  |  |  |  |  |  |  | --- |  |  |  |  |  |  | ----- | ---- |
| 2015 | Moto3  | Honda |  |  |  |  |  |  |  |  |  |  |  |  |  |  |  | Rit |  |  |  |  |  |  | 0     |      |

| 2016 | Classe | Moto |    |   |     |   |    |   |   |   |     |   |   |   |   |   |   |     |     |   |  |  |  |  | Punti | Pos. |
| ---- | ------ | ---- | -- | - | --- | - | -- | - | - | - | --- | - | - | - | - | - | - | --- | --- | - |  |  |  |  | ----- | ---- |
| 2016 | Moto3  | KTM  | 12 | 5 | Rit | 6 | 25 | 7 | 8 | 8 | Rit | 1 | 8 | 9 | 3 | 5 | 9 | Rit | Rit | 2 |  |  |  |  | 144   | 5º   |

| 2017 | Classe | Moto  |   |   |   |   |   |   |   |   |   |   |   |   |   |   |    |   |   |   |  |  |  |  | Punti | Pos. |
| ---- | ------ | ----- | - | - | - | - | - | - | - | - | - | - | - | - | - | - | -- | - | - | - |  |  |  |  | ----- | ---- |
| 2017 | Moto3  | Honda | 1 | 1 | 8 | 3 | 1 | 7 | 1 | 9 | 1 | 1 | 1 | 5 | 2 | 1 | 17 | 1 | 1 | 2 |  |  |  |  | 341   | 1º   |

| 2018 | Classe | Moto  |    |   |   |    |   |   |     |   |   |     |   |    |   |   |     |    |   |    |     |  |  |  | Punti | Pos. |
| ---- | ------ | ----- | -- | - | - | -- | - | - | --- | - | - | --- | - | -- | - | - | --- | -- | - | -- | --- |  |  |  | ----- | ---- |
| 2018 | Moto2  | Kalex | 11 | 7 | 4 | 11 | 3 | 3 | Rit | 5 | 2 | Rit | 8 | AN | 5 | 6 | Rit | 11 | 2 | 10 | Rit |  |  |  | 155   | 6º   |

| 2019 | Classe | Moto   |   |     |    |     |    |    |   |   |   |     |     |     |   |    |   |   |   |    |   |  |  |  | Punti | Pos. |
| ---- | ------ | ------ | - | --- | -- | --- | -- | -- | - | - | - | --- | --- | --- | - | -- | - | - | - | -- | - |  |  |  | ----- | ---- |
| 2019 | MotoGP | Suzuki | 8 | Rit | 17 | Rit | 16 | 12 | 6 | 8 | 7 | Rit | Inf | Inf | 8 | 14 | 7 | 8 | 5 | 10 | 7 |  |  |  | 92    | 12º  |

| 2020 | Classe | Moto   |    |     |   |     |   |   |   |   |   |    |   |   |   |   |     |  |  |  |  |  |  |  | Punti | Pos. |
| ---- | ------ | ------ | -- | --- | - | --- | - | - | - | - | - | -- | - | - | - | - | --- |  |  |  |  |  |  |  | ----- | ---- |
| 2020 | MotoGP | Suzuki | NE | Rit | 5 | Rit | 2 | 4 | 3 | 2 | 2 | 11 | 3 | 3 | 1 | 7 | Rit |  |  |  |  |  |  |  | 171   | 1º   |

| 2021 | Classe | Moto   |   |   |   |   |     |   |   |   |   |   |   |   |   |   |   |     |   |   |  |  |  |  | Punti | Pos. |
| ---- | ------ | ------ | - | - | - | - | --- | - | - | - | - | - | - | - | - | - | - | --- | - | - |  |  |  |  | ----- | ---- |
| 2021 | MotoGP | Suzuki | 4 | 7 | 3 | 5 | Rit | 3 | 4 | 9 | 3 | 2 | 4 | 9 | 3 | 6 | 8 | Rit | 2 | 4 |  |  |  |  | 208   | 3º   |

| 2022 | Classe | Moto   |   |   |   |   |     |   |     |     |   |     |   |     |     |     |    |     |     |    |    |   |  |  | Punti | Pos. |
| ---- | ------ | ------ | - | - | - | - | --- | - | --- | --- | - | --- | - | --- | --- | --- | -- | --- | --- | -- | -- | - |  |  | ----- | ---- |
| 2022 | MotoGP | Suzuki | 6 | 6 | 4 | 4 | Rit | 6 | Rit | Rit | 4 | Rit | 8 | Rit | Rit | Inf | NP | Inf | Inf | 18 | 19 | 6 |  |  | 87    | 15º  |

| 2023 | Classe | Moto  |    |     |     |     |     |     |     |     |     |     |    |     |   |    |     |     |    |     |    |     |  |  | Punti | Pos. |
| ---- | ------ | ----- | -- | --- | --- | --- | --- | --- | --- | --- | --- | --- | -- | --- | - | -- | --- | --- | -- | --- | -- | --- |  |  | ----- | ---- |
| 2023 | MotoGP | Honda | 11 | Inf | Rit | Rit | Rit | Inf | Inf | Inf | Rit | Rit | 17 | Rit | 5 | 12 | Rit | Rit | 12 | Rit | 14 | Inf |  |  | 26    | 22º  |

| 2024 | Classe | Moto  |    |    |     |     |     |    |     |     |    |     |    |    |     |    |     |     |     |    |     |     |  |  | Punti | Pos. |
| ---- | ------ | ----- | -- | -- | --- | --- | --- | -- | --- | --- | -- | --- | -- | -- | --- | -- | --- | --- | --- | -- | --- | --- |  |  | ----- | ---- |
| 2024 | MotoGP | Honda | 13 | 12 | Rit | 129 | Rit | 15 | Rit | Rit | 18 | Rit | 17 | 14 | Inf | 11 | Rit | Rit | Rit | 15 | Rit | Rit |  |  | 21    | 21º  |

| 2025 | Classe | Moto  |      |    |     |     |      |      |    |   |    |     |     |     |   |  |  |  |  |  |  |  |  |  | Punti | Pos. |
| ---- | ------ | ----- | ---- | -- | --- | --- | ---- | ---- | -- | - | -- | --- | --- | --- | - |  |  |  |  |  |  |  |  |  | ----- | ---- |
| 2025 | MotoGP | Honda | Rit9 | 98 | Rit | Rit | Rit9 | Rit9 | 10 | 7 | 11 | Rit | Rit | Rit | 6 |  |  |  |  |  |  |  |  |  | 42    |      |

| Legenda | 1º posto        | 2º posto            | 3º posto            | A punti      | Senza punti        | Grassetto – Pole position Corsivo – Giro più veloce |
| Legenda | Gara non valida | Non qual./Non part. | Ritirato/Non class. | Squalificato | '-' Dato non disp. | Grassetto – Pole position Corsivo – Giro più veloce |